# Luna de miel (House M. D.)
"Luna de miel" (en inglés: "Honeymoon") es el vigésimo segundo episodio de la primera temporada de la serie estadounidense House. Fue estrenado el 24 de mayo de 2005 en Estados Unidos.
Stacy, la exmujer de House, le pide que examine a su actual marido porque padece dolor de estómago y cambios de personalidad; sin embargo Mark, el marido de Stacy, cancela las citas con House alegando que ambos están muy ocupados; por eso, Stacy se junta a House y Mark en un restaurante para que éste ceda y se deje examinar, ahí comienza una competencia entre ellos para ver quien es mejor, House propone un brindis por las mujeres y, acto seguido, Mark cae desmayado porque el famoso doctor le había agregado una droga a su trago, luego llega una ambulancia y llevan a Mark al hospital. En este episodio se revelan más cosas sobre el pasado de House y Stacey es contratada como abogada general del hospital. La temporada termina con el tema "You can't always get what you want" (No puedes obtener siempre lo que deseas), de los Rolling Stones, con el que también había terminado el primer capítulo.

## Sinopsis
House está en un restaurante con su exmujer, Stacy, haciéndose el enfadado porque no aparece el marido de ésta, que necesita su opinión médica. Al final, Mark llega pidiendo disculpas y dice que ya ha consultado a otros doctores porque no quería que House perdiera su valioso tiempo, y le han dicho que lo único que tiene es estrés pero ya se encuentra perfectamente. Entre ambos se entabla una rivalidad por Stacy, primero verbal y luego se apuestan quién termina antes su cerveza. Al final de la pugna, Mark se pone enfermo, se marea y en ese momento llega una ambulancia. House lo ha montado todo: ha metido algo en la bebida para dormir a Mark y así llevárselo al hospital. 
Cameron y Foreman revisan el historial de Mark. Ha tenido dolores de estómago y cambios de personalidad sin motivo aparente, aunque las pruebas no muestran nada. House, sin ocultar su desdén por el enfermo encarga otra batería de pruebas. Mientras Cameron explica a Mark que los resultados no muestran ningún signo de enfermedad, Foreman le dice a House que ya ha reservado cirujano. Cameron no se puede creer que haya planeado una operación exploratoria a un paciente que cree que no está enfermo. 
House se acerca a Stacy en la sala de espera. Después, mientras está en su despacho entra Wilson y le dice que le vio hablando con Stacy y se supone que debe mantenerse alejado de ella. Gregory admite que le gusta esa mujer, por eso estaba con ella, y que puede manejar la situación. Después se encierra para analizar las imágenes del vídeo de la operación de Mark. Entonces descubre algo y les dice a los miembros del equipo que vayan a verlo, aunque a ellos les cuesta descubrir qué hay de extraño. Lo que tienen que ver son temblores en la fibra muscular, lo que indica epilepsia abdominal. Debe haber algún tipo de problema neurológico serio. 
Después, Foreman trae un gráfico de Mark que muestra una pequeña disfunción en las ondas cerebrales que significa que unos nervios están muriendo. Las causas probables son encefalitis o alzhéimer prematuro, la peor variante de la enfermedad. Entonces pide a su equipo que empiece la investigación: tienen que ir a la casa de Mark y Stacy a ver si descubren algo. 
Cameron está en el laboratorio cuando Stacy entra para que le explique qué piensan del caso. La doctora aprovecha para preguntarle cosas sobre House, cómo era antes de su problema en la pierna. Según Stacy, era muy parecido a como es ahora. Mientras hablan, llegan los resultados de las pruebas, que descartan alzhéimer.
Foreman y Chase están en la casa de la pareja buscando indicios y encuentran una bicicleta de montaña sin usar y una estera para hacer yoga. En el registro Chase descubre un bote de anfetaminas escondido en el fondo del cajón del escritorio tras unos papeles y una nota en un armario que les ha dejado Stacy, que ya preveía que harían un registro ilegal en su hogar. Llevan las pastillas a House, que no cree que esa sea la causa del mal de Mark. 
Foreman inyecta a Mark un marcador químico para ver las funciones del cerebro y le empieza a hacer preguntas simples sobre su vida. House interrumpe y le hace preguntas sobre el día de su boda, sobre el vestido que llevaba la novia y lo que hicieron durante la luna de miel. Mark le contesta de mal humor que Stacy llevaba un vestido blanco y que no salieron de la habitación del hotel de París donde pasaron dos semanas después de la boda. 
Esa noche, House está en el tejado cuando entra enfadada Stacy porque ha estado incordiando a Mark, pero él responde que solo estaba evaluando sus parámetros y admite que no sabe qué le pasa porque los resultados de todas las pruebas dan negativo, aparenta estar perfectamente sano pero su cerebro se está muriendo. Ante la desesperación de Stacy, House le asegura que no se ha dado por vencido y que tienen que esperar a que algo cambie. 
Más tarde, el estado de Mark se vuelve crítico: se le han paralizado los brazos y las piernas. Este síntoma hace pensar a House que tiene el síndrome de Guillain-Barre, aunque no se ha detectado en las pruebas. Puede que tenga la enfermedad y su cuerpo no produzca anticuerpos, con lo que no consiguen saber si ese diagnóstico es correcto. Pero como suele decir House, si el tratamiento funciona, es que estaban en lo cierto. Si Mark muere, es que tenía otra cosa. 
Los doctores van a la habitación del paciente para explicarle el tratamiento que le van a administrar. En ese momento House desde la puerta hace una seña a Stacy para que salga y Mark se pone paranoico: cree que ella lo va a dejar ahora que está paralizado, ya que antes había dejado a House que solo está cojo de una pierna. 
House y Stacy hablan en el pasillo del hospital. House se ablanda y reconoce que Mark es una buena pareja para ella, porque la llevó a París durante su luna de miel, la ciudad a la que quiere ir desde que era una adolescente. Ella le responde que nunca han estado en París. Entonces House tiene un nuevo dato para llegar al diagnóstico correcto: la enfermedad cursa, entre otros síntomas, con delirios. Se trata de porfiria aguda intermitente.
Para verificar la enfermedad House tiene que causarle un ataque y tomar una muestra de orina en ese momento. Pero Mark no se fía de él y se niega a que se le acerque. Cuando se dirige al paciente, Foreman, Chase y Cameron tratan de impedírselo, pero en un descuido él se lanza sobre una pierna del enfermo y le clava la aguja. A partir de ese momento la situación se vuelve crítica, el enfermo sufre un ataque, todos actúan con frenesí a su alrededor, pero House tiene muy claro lo que pasa y los acontecimientos se desarrollan según sus cálculos. 
Mark está salvado. Puede mover sus extremidades y desde el pasillo House ve cómo vuelve a abrazar a Stacy. Cameron lo ve y se acerca y le dice que confirmó que no se quería involucrar por ella no porque estuviera dañado sentimentalmete, sino porque aun estaba enamorado de Stacy, House se retira de la escena. Más tarde, ella se acerca para confesarle que él es el hombre de su vida y que siempre lo será: es brillante, ingenioso, sexy, tiene sentido del humor, pero no puede estar con él. Cuando vivían juntos se sentía sola, mientras que Mark tiene un sitio para ella. 
House se queda solo con sus pensamientos pero le espera una sorpresa final. Cuddy lo persigue por el hall para hacerle una consulta: dado que Mark tiene que permanecer hospitalizado, ha aprovechado para pedirle a Stacy que entre a formar parte del gabinete jurídico del hospital y ella solo aceptará si a él no le importa. House no tiene inconveniente en que su antiguo amor se quede a trabajar en el centro.

## Diagnóstico
Porfiria aguda intermitente.